# ケンタッキー州およびバージニア州決議

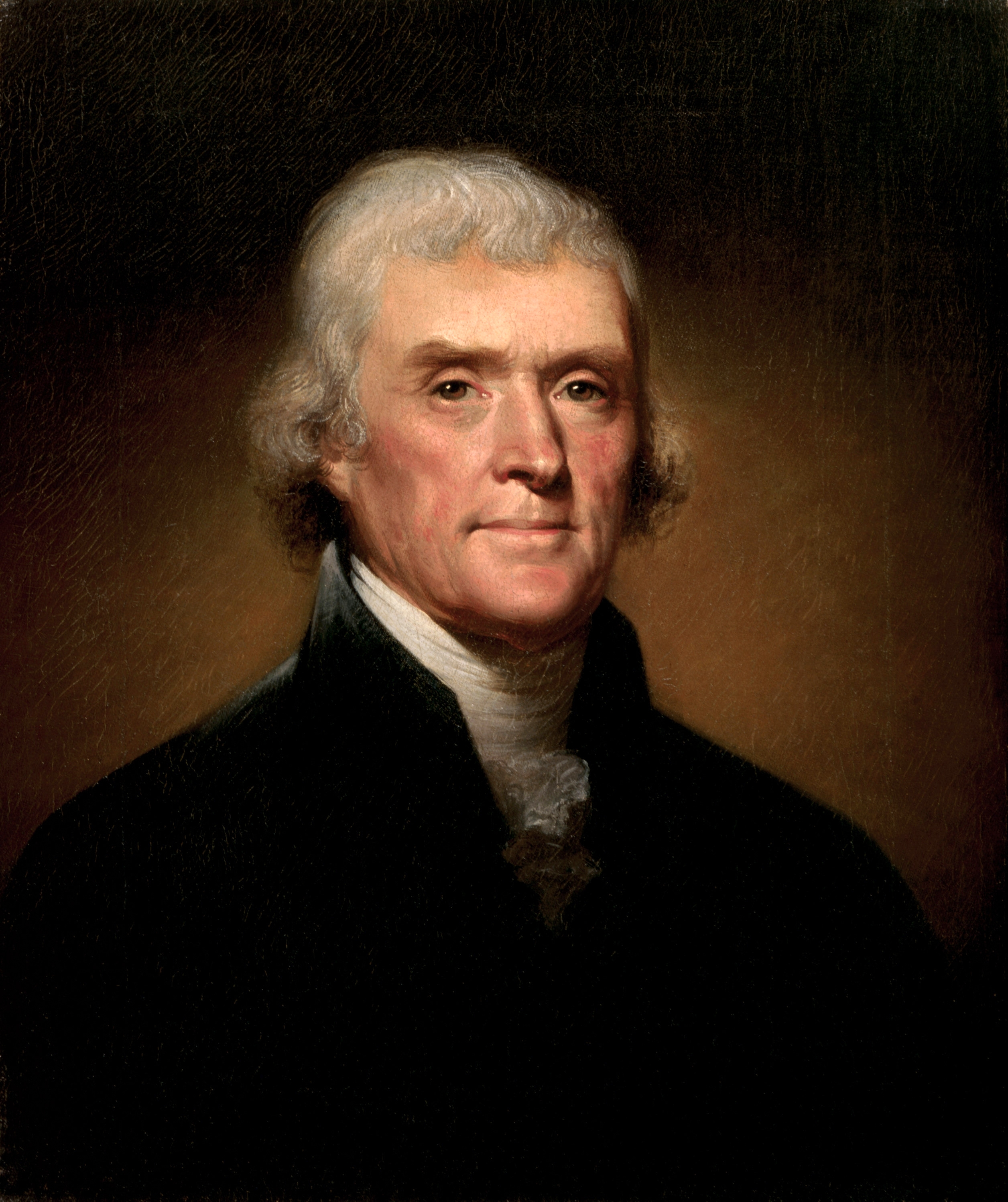
トーマス・ジェファーソン

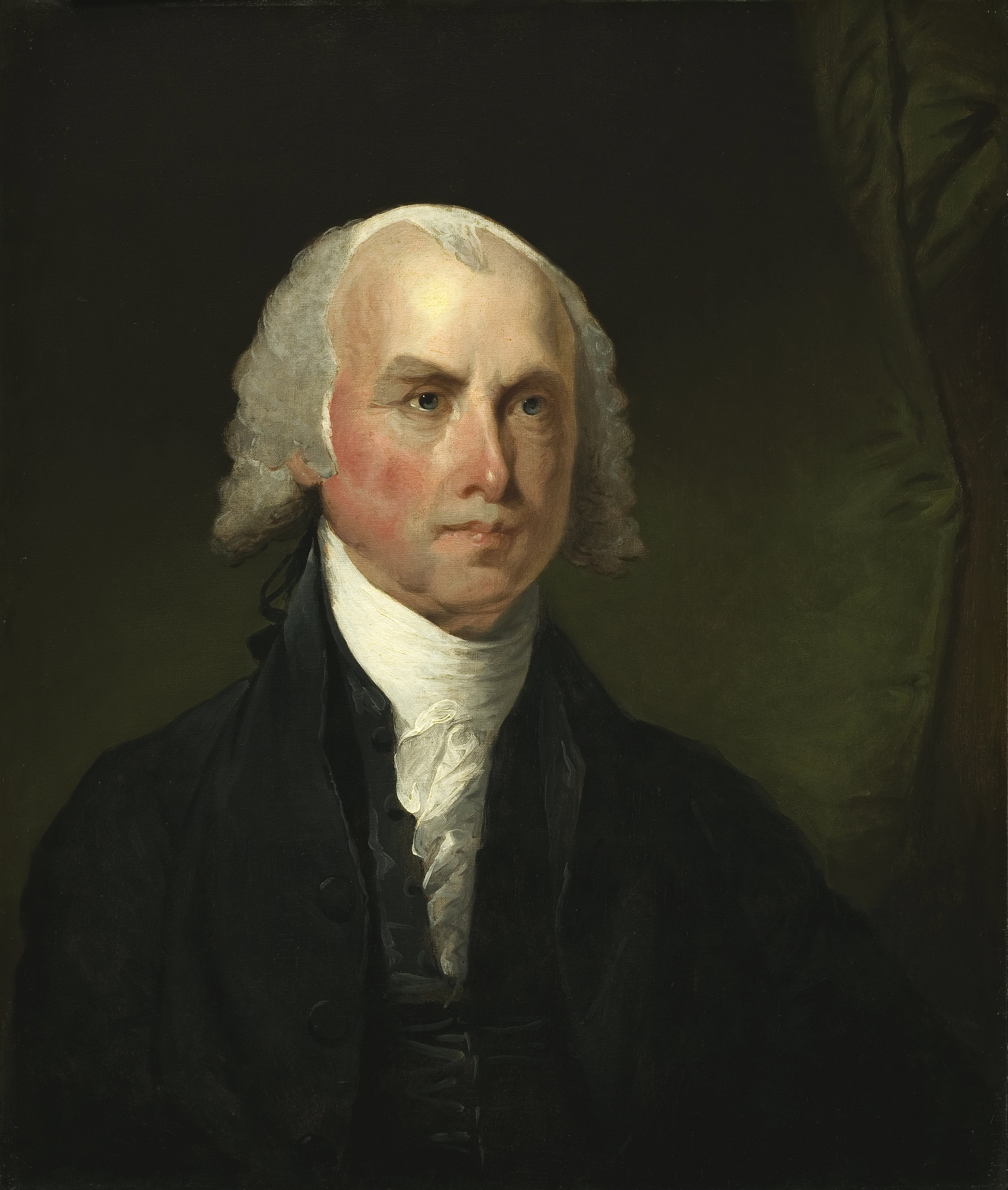
ジェームズ・マディソン

ケンタッキー州およびバージニア州決議（英語: Kentucky and Virginia Resolutions）は、1798年のアメリカ合衆国で、トーマス・ジェファーソンとジェームズ・マディソン（当時は下野していた）によって密かに書かれた州の権限を擁護するための重要な政治声明文書である。この声明は連邦党主導で制定された外国人・治安諸法に反対した2つの州、ケンタッキー州とバージニア州でのみ成立した。この声明は現代の歴史家の間で1組のものとして議論されているが、実際には2つの別々の文書である。

## 決議の意義
ケンタッキー州決議はジェファーソンが書き、1798年11月16日にケンタッキー州議会を通過し、1799年12月3日に再度可決された。バージニア州決議はマディソンが書き、1798年12月24日にバージニア州議会で採択された。ジェファーソンとマディソンは2つの文書を書くときに協力し合ったが、彼らが書いたということはその後何年も知られていなかった。この決議は、州の中にいる個人まで連邦政府の力が及ぶとした治安法を攻撃した。また憲法は盟約理論に拠っていると宣言した。すなわち、憲法は州間の同意事項である。連邦政府は憲法で具体的に委嘱されていない権力を行使することはできない。連邦政府がそのような権限を行使しようとしている場合、その行動は無効である。連邦議会によって成立した法の合憲性を判断するのは、州の権限である、としていた。

## 他州の反応
この決議案は他の州にも送られたが決議として成立はしなかった。ニューハンプシャー州では、新聞がこの決議案を軍事的な脅威として取り上げ、内戦の不吉な予兆であると反論した。「我々はバージニア州やケンタッキー州が反乱や暴動を喚起する地獄の計画で悲しく失望することになると強く思っている。」というのがその論点であった。ニューハンプシャー州議会は次のように決議したが、他の州の決議も異口同音にきっぱりとしたものであった。
| 「 | ニューハンプシャー州議会はアメリカ合衆国憲法と州憲法を外国、国内を問わずあらゆる敵対行為に対して維持し守るという固い決意を明白に表明し、憲法で保障されるあらゆる手段でアメリカ合衆国政府を支援することを決議する。州議会は合衆国政府の法律についてその合憲性を裁決する適当な機関ではなく、そのような決裁は司法機関によるものが適当であり、また司法機関に排他的に委任されることを決議する。 | 」 |

アレクサンダー・ハミルトンの反応はもっと深刻なもので、軍隊を組織し、「明白な口実」に基づきバージニア州に派遣することを示唆した。ハミルトンはこうした手配をしたうえで議会に対し「法に従って行動しバージニア州を抵抗の試練に追い遣る」ことで議会と手を組むことを仄めかした 。

## 民主共和党
ケンタッキー州およびバージニア州決議はジェファーソンの党（民主共和党）の基本的信条に加わり、1800年の選挙では党の文書として使われた。この決議がバージニア州下院のジョン・テイラーによって提案・可決されていたので、「古共和党」の継承物の一部にもなった。テイラーはジェームズ・マディソンとは異なり、下院が一私人マディソンの草稿を取り上げたことを喜んだ。決議案には外国人・治安諸法がバージニアに「権力も効果も無い」という意味で違憲であり、すなわち諸法は無効であるとされていた。多くの学者（コッホやアモンを含む）は、マディソンが決議案の採択前に「無効、権力も効果も無い」という言葉を削除したが、何故民主共和党の多数がこの文章の変更に同意したかについては注釈が無かった。民主共和党は後のバージニア州知事で陸軍長官にもなったジェイムズ・バーバーと共に、「違憲」に「無効、権力も効果も無い」を含める結論に達したと指摘した。決議の内容を穏やかにすることから遠ざかり、マディソンが行った文章の変更は意味が無くなった。長期的に見て決議の重要性は治安法への攻撃にあるのではなく、むしろ州の権限を強調する声明にあり、それが無効化と干渉に異なる概念をもたらすことになった。ジェファーソンはある時点でバージニア州が脱退するという脅しを入れていたが最後は削除した。1800年1月、バージニア州議会は、マディソンが決議の原理を確認し、決議に対して受けた批判に反論する文書である「1800年の記録」を採択した。

## その後の影響
ニューイングランドの諸州は直ぐにこの決議に対する異議を唱えたが、そのうちの幾つかの州は間もなく干渉と無効化という原則に関して同意を表す機会があった。マサチューセッツ州、コネチカット州およびロードアイランド州各政府は1807年の禁輸法を無視すると脅した。これは各州が違憲と考える法については州に抵抗する権限があるという考え方に立っていた（ただし、実際に法を無効化することは無かった）。ロードアイランド州が禁輸後のその立場を正当化するために、明白に「干渉」という言葉を用いた。それから5年のうちに、マサチューセッツ州およびコネチカット州は独自の合憲性審査に従って州の権限を再び肯定することになった。この時は米英戦争が始まり海岸地域を守るために各州は民兵の派遣を指示された。米英戦争中の1813年にもう一度禁輸法が成立し、これはニューイングランドの貿易を阻害することになるので、コネチカット州およびマサチューセッツ州は再度これを問題にした。両州の最高裁は反対意見を提出した。次はマサチューセッツ州高等裁判所の声明である。
| 「 | 商業を権力で規制することは、商業を破壊するように使われるときは権力の乱用である。明白で故意の権力乱用は、直接的かつ明白な権利侵害として抵抗する権利を認めるものである。主権は各州にあり、アメリカ合衆国による暴力的行為から市民を守るためにあるのであって、国内の規制目的に対しても同様である。我々は自由で主権があり自立したマサチューセッツ州が、市民を守り抑圧から防衛する権力無しでは、そこからどのような寛大な処置が来ようとも、単なる地方政府に成り下がるというような考え方を拒絶する。国の盟約が侵害され、この州の市民が残酷で認められない法律によって抑圧されるときはいつも、この議会は権力に干渉し、その犠牲者を抑圧から解き放つために戦う必要がある。 | 」 |

ケンタッキー州およびバージニア州決議が発せられてから30年経った1828年からの「無効化の危機」では、サウスカロライナ州が関税に関する連邦法を無効化すると脅した。アンドリュー・ジャクソン大統領は無効化の原則に対して毅然とした宣言を発した。「私は、アメリカ合衆国の法律を無効化する権力が一つの州にあるとするならば、合衆国の存続と両立しないものであり、憲法にはっきりと定められていることに矛盾し、その精神によって認められるはずもなく、憲法が拠って立つあらゆる原則に一致せず、その作られた偉大な目的を破壊するものと考える。」ジャクソンは脱退の権利も否定して、「憲法は一つの政府を作り、連盟を作っているのではない。如何なる州も合衆国から意のままに脱退できると言うならば、アメリカ合衆国は一つの国ではない。」と言った。後に、エイブラハム・リンカーン大統領も憲法は諸州を束ねる契約であり、如何なる契約もある党派によって一方的に変更することはできない、と言って盟約理論を拒否した。

## 決議の評価
ケンタッキー州およびバージニア州決議の重要性について、歴史家の評価は分かれている。決議が長期にわたって影響したために相反する感情を抱いている者もいる。ジェファーソンの伝記作成者メリル・D・ピーターソンは次のように説明している。
| 「 | 連邦政府の抑圧的な法制、特に外国人・治安諸法によって引き起こされ、反対する者はアメリカ合衆国憲法の下で自由かつ自治的政府の原則を能動的に守る代表となった。しかし、この防衛には州の権限の原則に訴える方法を採ったので、「決議」が引き合いに出した自由を脅かす法と同じくらい合衆国にとっては危険な議論の蓋を開けることになった。一つのヒステリーが別のヒステリーを呼び起こすことになった。自由の危機は合衆国の危機となる恐れがあった。1798年から1800年の合衆国の危機は後送りされたが繰り返され、ジェファーソンが外国人・治安諸法に反対して喚起した原則が、ジェファーソンの戦った連邦党の思いこみと同じくらい危険な州の主権に関する思いこみを持続させることになった。 | 」 |

ピーターソンの見方はジェファーソンが州の主権という立場を拒否したように思わせるが、実際にジェファーソンは決して拒否しなかった。むしろ、ピーターソンの著書「イギリス領アメリカの権利に関する概観」からその生涯を終えるまでの間、ジェファーソンは常にアメリカの植民地あるいは州は主権があるという立場を採っていた。コッホとアモンの1948年の論文にあるように、1798年の歴史家は当時の勝者にとって最も有益な方向に事件の解釈を誘導する傾向があったということである。